# 松前忠広
松前 忠広（まつまえ ただひろ）は、安土桃山時代から江戸時代初期にかけての武将・旗本。官位は従五位下・隼人正。

## 略歴
松前藩祖・松前慶広の次男として誕生。藩祖・慶広の嫡男だった盛広の同母弟。幼少期から詩歌や武勇に優れた聡明な人物だったという。
慶長4年（1599年）には父と上洛して徳川家康に拝謁する。慶長9年（1604年）には父から江戸で分家することを許され、徳川秀忠に仕えた。慶長15年（1610年）には下総国結城で1000石を与えられ、従五位下・隼人正に叙任する。
慶長20年（1615年）の大坂夏の陣に参加し、元和元年（1615年）11月には戦功により武蔵国八幡山で1000石を加増された。元和3年（1617年）、秀忠の上洛に従ったが病に倒れ、伊勢国桑名で没した。享年38。
跡は子・直広が継いだ。なお、宗家の盛広系松前家が5代目の矩広で絶えると、6代目からは忠広の曾孫である邦広が宗家を継ぎ、以後は忠広系松前家として幕末まで続いた。